# Psammetik III.
Psammetik III., známý také jako Psammenitus, byl posledním faraonem 26. dynastie. Vládl v letech 526–525 př. n. l. Většinu toho, co je o jeho vládě a životě známo, zdokumentoval řecký historik Hérodotos. Hérodotos uvádí, že Psammetik vládl Egyptu pouhých šest měsíců, než byl konfrontován s perskou invazí vedenou králem Kambýsem II. Psammetik byl následně poražen v bitvě u Pelúsia a uprchl do Mennoferu, kde byl zajat. Později byl odvezen do Sús, kde spáchal sebevraždu.

## Rodina
Psammetik III. se narodil jako Psametiko jako syn faraona Ahmose II. a jedné z jeho manželek, královny Tentkhety. Na faraonský trůn nastoupil v roce 526 př. n. l. po smrti svého otce a přijal trůnní jméno Anjkaenra. Podle Hérodota měl syna jménem Amasis a manželku a dceru, jejíchž jména nejsou známa.

## Porážka a uvěznění

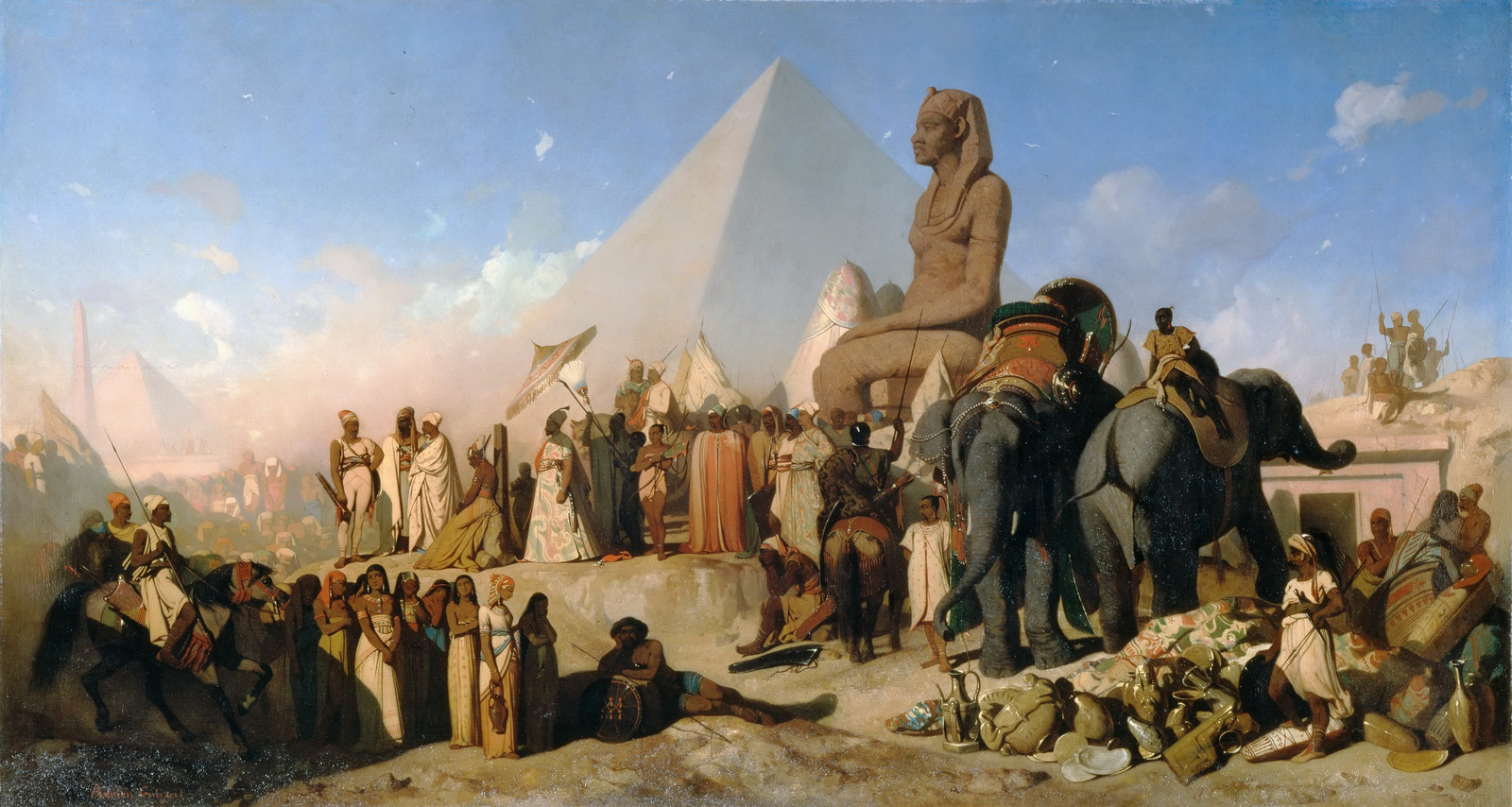
Setkání mezi Kambýsem II. a Psammetikem III.

Psammetik III. vládl Egyptu přibližně šest měsíců. Několik dní po jeho korunovaci se v Thébách spustil déšť, což byla vzácná událost. Mnoho Egypťanů si ji proto vyložilo jako příchod něčeho špatného. Poté, co Peršané pod vedením Kambýse II. překročili Sinajský poloostrov, došlo na jaře roku 525 př. n. l. k bitvě u Pelúsia na východě Egypta. Egypťané byli poraženi a byli nuceni se stáhnout do Mennoferu. Peršané město po dlouhém obléhání dobyli a zajali Psammetika. Krátce poté Kambýsés nařídil veřejnou popravu dvou tisíc lidí, mezi nimiž byl (jak se uvádí) i syn Psammetika, Amasis.